# Jökulfirðir

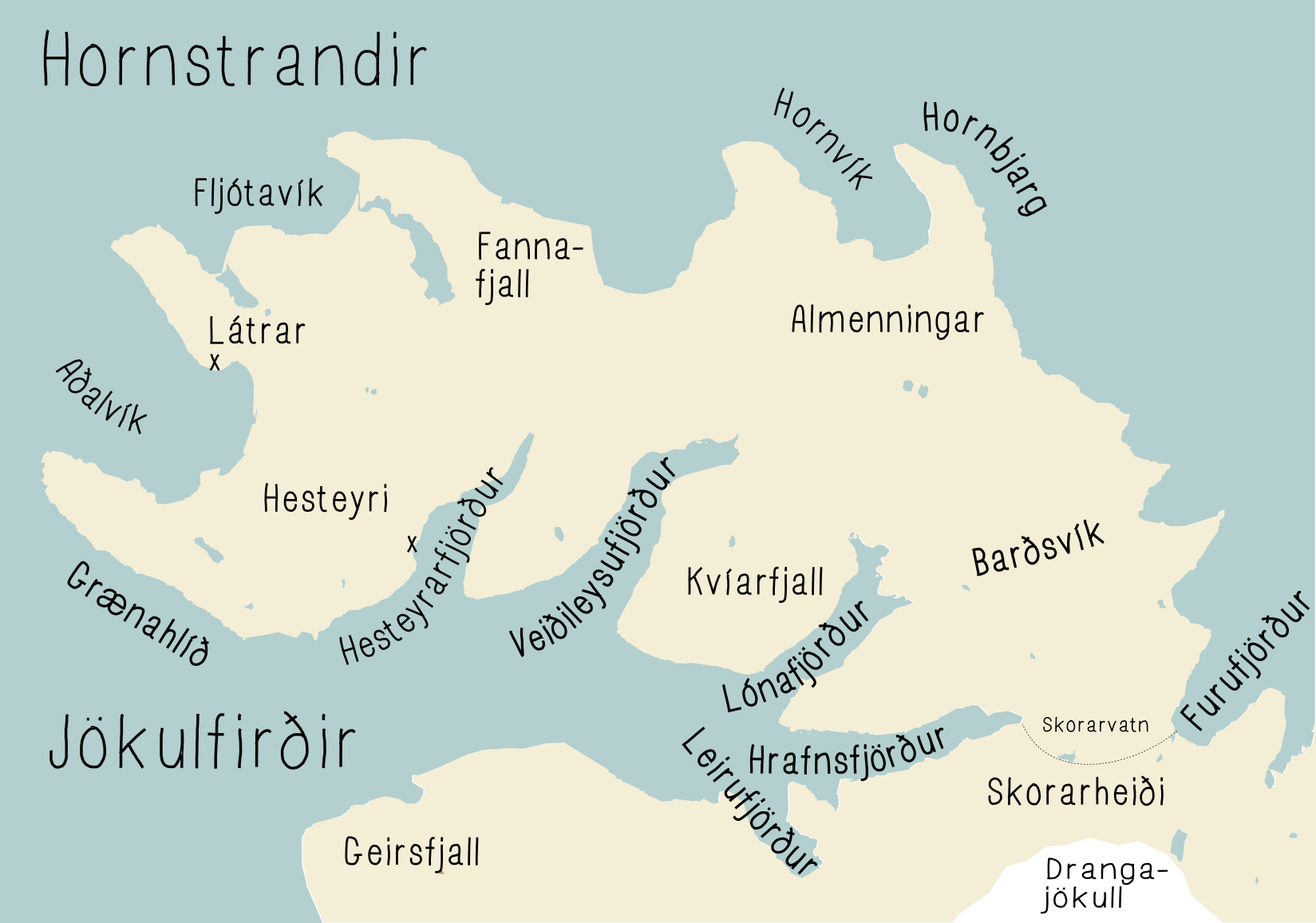
Hornstrandir y el Jökulfirðir.

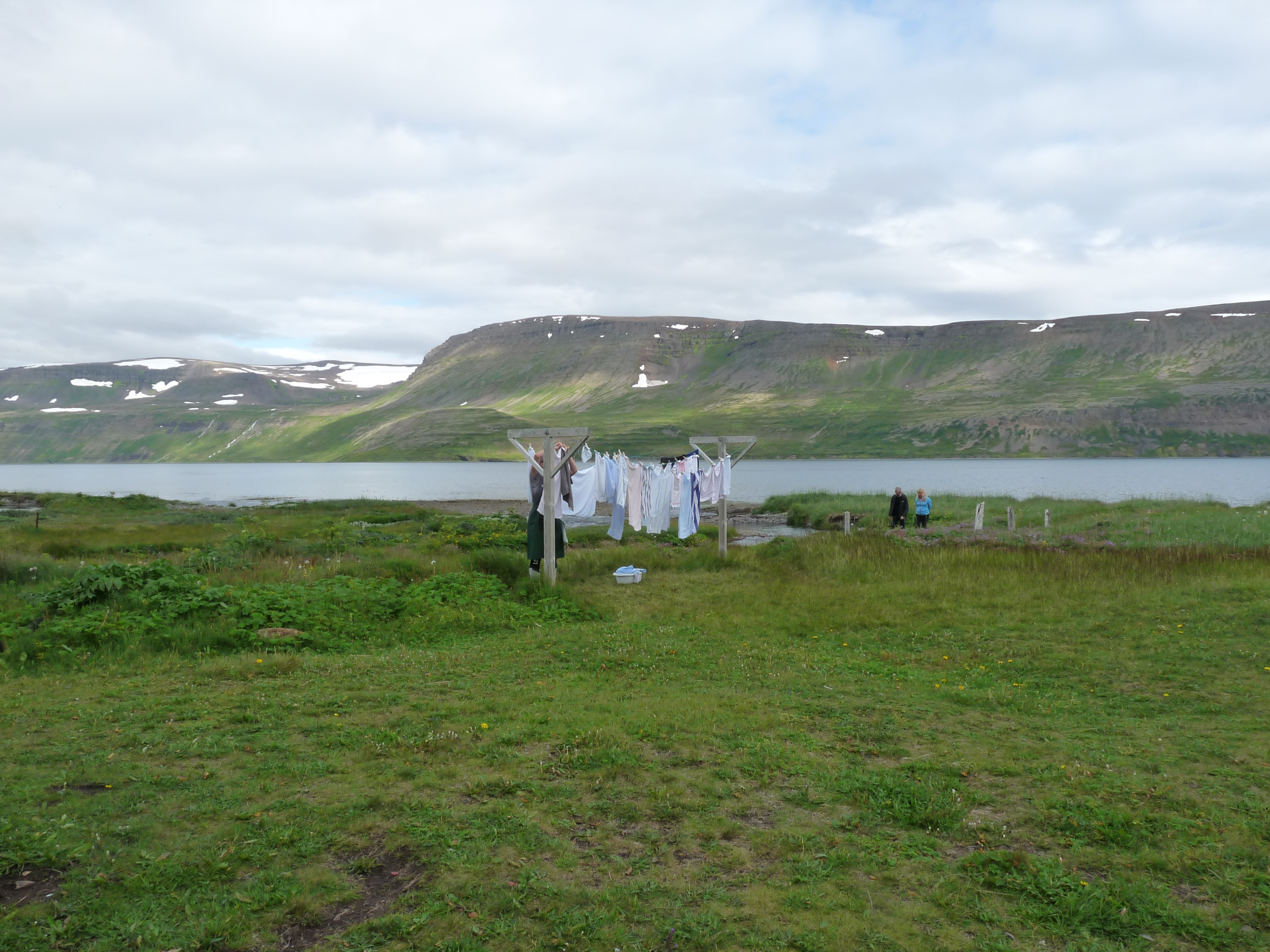
Hesteyrarfjörður

El Jökulfirðir (i. e. 'fiordos del glaciar') es un sistema de cinco fiordos en la región de Vestfirðir, en Islandia, al norte de Ísafjarðardjúp y al sur de la península de Hornstrandir. Su nombre se refiere al Drangajökull, un glaciar al sureste de los fiordos, y el más septentrional de la isla. 

## Historia y acceso
El área estuvo deshabitada hasta los años 1960. En 1975 fue declarada reserva natural. Hoy funciona como estación de verano. Se puede llegar por carretera, pero también en barco desde Ísafjöður, Bolungarvík o Súðavík.

## Fiordos secundarios
Los cinco fiordos individuales son el Hesteyrarfjörður, el Veiðileysufjörður, el Lónafjörður, el Hrafnsfjörður y el Leirufjörður.